# Nissan Slomiansky
Nissan Slomiansky (hébreu : ניסן סלומיאנסקי, né le 10 janvier 1946) est un homme politique israélien. Il a servi en tant que membre de la Knesset pour le parti national religieux entre 1996 et 1999, et à nouveau de 2003 à 2009 et a été réélu en 2013. Il rejoint Le Foyer juif en 2008.